# Riksmötet 1983/1984
Riksmötet 1983/84 var Sveriges riksdags verksamhetsår 1983–1984. Det pågick från riksmötets öppnande den 4 oktober 1983 till riksmötets avslutning den 8 juni 1984.
Riksdagens talman under riksmötet 1983/84 var Ingemund Bengtsson (S).

## Förlopp
När riksmötet inleddes den 4 oktober 1983 flyttade man tillbaka till de tidigare lokalerna på Helgeandsholmen, efter 12 år i Stockholms kulturhus. Samma dag protesterade 75 000 personer utanför riksmötet mot politikernas planer på att införa löntagarfonder, vilket blev startskottet för 4 oktober-rörelsen. Den 20–21 december 1983 togs beslutet att införa löntagarfonder.